# Dioundiou
Dioundiou este o comună rurală din departamentul Gaya, regiunea Dosso, Niger, cu o populație de 37.338 de locuitori (2001).